# 鶴岡まちなかキネマ
鶴岡まちなかキネマ（つるおかまちなかキネマ）は、山形県鶴岡市山王町13-36にある映画館（ミニシアター）。2スクリーンを有する。
2010年（平成22年）5月22日に株式会社まちづくり鶴岡によって開館し、2020年（令和2年）5月22日をもって閉館したものの、2023年（令和5年）3月25日に山王まちづくり株式会社によって営業を再開した。

## 歴史

### 開館の経緯
1975年（昭和50年）時点の鶴岡市には5館の映画館があったが、2002年（平成14年）4月14日をもって最後の鶴岡シネマ旭が閉館し、鶴岡市から映画館がなくなった。
2007年（平成19年）7月に株式会社まちづくり鶴岡が設立され。まちづくり鶴岡は2002年（平成14年）から鶴岡市に途絶えていた映画館の開館を計画した。山王町にあった松文産業鶴岡工場（絹織物工場）跡地を取得し、建築家の高谷時彦（東北公益文科大学大学院教授）が設計を行った。経済産業省の戦略的中心市街地商業等活性化支援事業による補助金を受け、総事業費10億円で建物のリノベーションを行った。
2010年（平成22年）5月22日に山王町に鶴岡まちなかキネマが開館した。4スクリーン計437席を有し、映画上映のほかにイベントなども開催していた。

### 経営苦戦と閉館
来館者数は13万人を目標としていたが、2020年（令和2年）時点では8万人弱にとどまるなど低迷した。施設の修繕や設備更新の再投資が必要となる中、2020年（令和2年）前半には新型コロナウイルス感染症の世界的流行に伴う休業要請があり、同業他社への売却交渉も不調に終わったため、開業10周年記念日である同年5月22日をもって閉館した。
鶴岡まちなかキネマの閉館を受け、市民有志は「まちキネの存続と再生を願う会」を結成した。「まちキネの存続と再生を願う会」は2020年（令和2年）6月22日から建物と機材の保存を訴える署名活動を行い、1万619人分の署名を集めてまちづくり鶴岡などに伝えた。
2020年（令和2年）11月17日、鶴岡市社会福祉協議会が鶴岡まちなかキネマの建物と駐車場を取得し、事務所を移転する意向を固めたことが明らかとなった。鶴岡市社会福祉協議会は鶴岡市総合保健福祉センター2階に事務所を置いていたが、新たな事務所用地を探す中で債権団代表の荘内銀行との交渉がまとまったものである。鶴岡市社会福祉協議会は市民らの声を踏まえ、映画上映機能の一部を地域社会貢献の一環で残し、建物の改装を行い事務所を移転。移転後には一部施設を映画機能付き交流スペースとして貸し出す方針で、近くの山王商店街などでつくる山王まちづくり株式会社が同スペースの運営管理に当たるとした。鶴岡市は改修経費2500万円程度を補助する方針とした。

### 営業再開
2022年（令和4年）10月14日、山王まちづくり株式会社は2023年（令和5年）3月25日の営業再開を発表した。旧施設にある4スクリーンのうち小規模な2スクリーンをミニシアターとして運営する。また、老朽化したデジタル映写機を更新するため、旧施設時代から交流があった俳優の井浦新も協力して、2023年（令和5年）1月23日までクラウドファンディングを行った。CFは来年1月23日まで。

## 施設
| スクリーン | 2010年 - 2020年 | 2023年 - 現在 |
| ---------- | --------------- | ------------- |
| 1          | 165             | -             |
| 2          | 152             | -             |
| 3          | 80              | 80            |
| 4          | 40              | 40            |